# Полудіно
Полу́діно (каз. Полудино) — село у складі району Магжана Жумабаєва Північноказахстанської області Казахстану. Адміністративний центр Полудінського сільського округу.
Населення — 1226 осіб (2021; 1492 у 2009, 1790 у 1999, 2377 у 1989).
Національний склад станом на 1989 рік:
- росіяни — 64 %.